# Amata serrata
Amata serrata är en fjärilsart som beskrevs av George Francis Hampson 1892. Amata serrata ingår i släktet Amata och familjen björnspinnare. Inga underarter finns listade i Catalogue of Life.